# Yelena Naimushina
Yelena Arkadyevna Naimushina, née le 19 novembre 1964 à Krasnoïarsk (Union soviétique) et morte à Moscou (Russie) le 14 mars 2017, est une gymnaste artistique soviétique. 

## Biographie sportive
Yelena Naimushina est sacrée championne olympique en concours général par équipes aux Jeux olympiques d'été de 1980 à Moscou. 
Elle est médaillée d'argent par équipe aux Championnats du monde de gymnastique artistique 1979 à Fort Worth.